# ماری روبرتسون
ماری روبرتسون (انگلیسی: Marie Robertson؛ زادهٔ ۱۴ آوریل ۱۹۷۷) یک هنرپیشه اهل سوئد است.
از فیلم‌ها یا برنامه‌های تلویزیونی که وی در آن نقش داشته است، می‌توان به قتل‌های ساندهام، فراتر از مرز و اتاقک خلبان اشاره کرد.